# 591

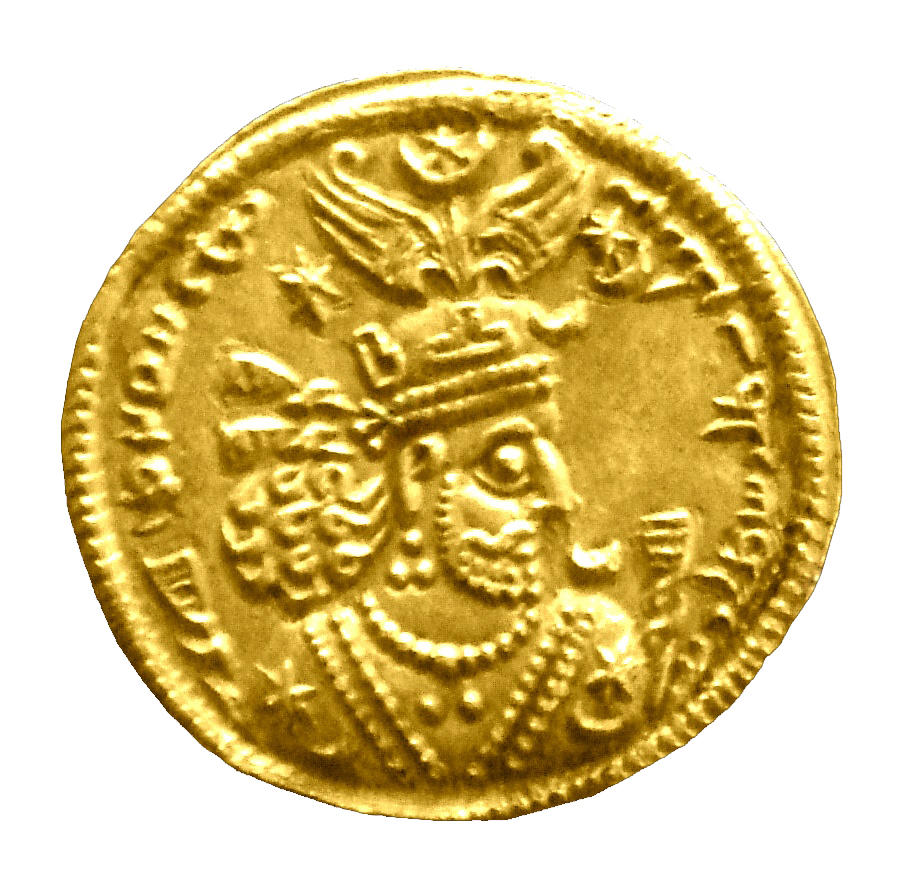
Koning Khusro II van Perzië (591-628)

Het jaar 591 is het 91e jaar in de 6e eeuw volgens de christelijke jaartelling.

## Gebeurtenissen

### Byzantijnse Rijk
- Romeins-Perzische Oorlog: Keizer Mauricius sluit, na bijna een oorlog van 20 jaar, een voorlopige vrede met het Perzische Rijk. Hij krijgt voor zijn steun aan de jeugdige Khusro II de Perzische provincies in Armenië en oostelijk Mesopotamië terug. In een vredesverdrag wordt de traditionele grens langs de rivier de Eufraat geaccepteerd.
- Zomer - Mauricius begint een veldtocht op de Balkan om de Byzantijnse provincies te beschermen tegen de plunderende Avaren en Slavische volkeren die zijn doorgedrongen tot de Peloponnesos (Griekenland). Hij versterkt de Donau-grens in Moesië tot aan de vestingstad Singidunum (Servië).
- Een groep afgezanten van de Göktürken (Centraal-Azië) wordt in Constantinopel ontvangen door Mauricius. Hiermee worden de handelsbetrekkingen met het Byzantijnse Rijk versterkt. Missionarissen van de Nestoriaanse Kerk trekken door Zuid-Siberië en bouwen christelijke kerken.

### Europa
- Agilulf (591-616) volgt formeel zijn oom Authari op als koning van de Longobarden. Tijdens zijn bewind onderdrukt hij een opstand van de hertogen die zich tegen een versterking van het centraal gezag verzetten. In Milaan treedt hij in het huwelijk met Theodelinde, onder invloed van haar bekeert Agilulf zich tot het katholieke geloof.
- Childebert II van Austrasië benoemt Tassilo I tot koning (hertog) van Beieren (Duitsland). Hij voert een succesvolle veldtocht tegen de Slaven en keert met een grote roofbuit terug.
- Arechis I (591-641) volgt zijn oom Zotto op als hertog van Benevento (Zuid-Italië). Hij onderwerpt zich aan het Longobardische gezag van Agilulf.

### Perzië
- Bahram VI, Perzische usurpator, wordt in Atropatene (huidige Azerbeidzjan) verslagen door een Byzantijns expeditieleger (35.000 man) en vlucht naar de Göktürken. Khusro II wordt in de hoofdstad Ctesiphon geïnstalleerd als grootkoning van het Perzië. Hij beëindigt de Byzantijnse schatting voor de fortificaties in de Kaukasus.

## Religie
- Paus Gregorius I de Grote bekritiseert de bisschoppen van Arles en Marseille voor het toelaten van gedwongen doop van Joden in de Provence (Frankrijk).

## Geboren
- Cadwallon, koning van Gwynedd (waarschijnlijke datum)

## Overleden
- Zotto, stichter van het Hertogdom Benevento (Italië)